# Carl Bergmann (chef d'orchestre)
Pour les articles homonymes, voir Carl Bergmann et Bergmann.
Carl Bergmann (Ebersbach, Saxe, 12 avril 1821 – New York, 10 août 1876) est un violoncelliste et chef d'orchestre américain d'origine allemande.

## Biographie
En 1827, il commence ses études musicales avec Adolph Zimmerman à Zittau et, plus tard, il étudie avec l'organiste-compositeur Adolphe Hesse à Breslau. En 1842, il dirige et joue du violoncelle à Breslau, puis dirige des orchestres à Vienne, Breslau, Budapest, Varsovie, et Venise.
En raison de son implication dans la révolution de 1848 à Vienne, Bergmann se rend aux États-unis en 1850 et devient premier violoncelliste solo au sein du Germanie Orchestra, un ensemble voué aux tournées de jeunes musiciens allemands, pour la plupart réfugiés. Lorsque le chef de l'orchestre démissionne la même année, Carl Bergmann prend sa suite. Le Germania Orchestra s'est par la suite installé à Boston, avant sa dissolution en 1854 et après avoir donné plus de 800 concerts dans sa carrière. Au Cours de cette période Bergmann dirige le Germanians dans les exécutions avec l'Association Haendel et Haydn de la ville, notamment la première bostonienne de la Neuvième symphonie de Beethoven. Après cela, Bergmann se rend à Chicago où il est rapidement invité à diriger la Société philharmonique. Cependant, il quitte Chicago après seulement deux concerts, parce que les musiciens ont intrigué contre lui.
En 1854, il se rend à New York pour diriger une chorale, le Männergesangverein Arion, un groupe choral composé d'hommes allemands de naissance. Lorsque Théodore Eisfeld, chef de l'orchestre de l'association philharmonique de New York, tombe malade lors du dernier concert de la saison 1854-1855, Bergmann le remplace pour diriger l'ouverture de Tannhäuser de Richard Wagner. Le concert est un tel succès que Bergmann est l'unique chef d'orchestre pour la  saison 1855-1856. En 1859, il donne la création américaine de Tannhäuser au Théâtre de la ville, qui est aussi la première représentation d'un opéra de Wagner en Amérique. Musicien de chambre, il joue également du violoncelle dans un célèbre quintette pour piano et cordes, composé de Theodore Thomas au premier violon et de William Mason au piano. En plus de la Philharmonie, il dirige un chœur, la New York Harmonic Society, qui devint plus tard la Mendelssohn Union. Bergmann organise un festival de musique allemande au Winter Garden Theatre en 1855 et en 1856 présente l'opéra allemand au Niblo's Garden, théâtre situé sur  Broadway, mais dirige aussi bien l'opéra italien et qu'allemand à New York.
Eisfeld retourne à la direction de la Société Philharmonique pour les saisons 1856-1857 et 1857-1858. Entre 1859 et 1865, Bergmann partage le podium avec Eisfeld. Lorsqu'en 1865 Eisfeld retourne en Europe, Bergmann poursuit en tant qu'unique chef d'orchestre de la Société Philharmonique, jusqu'à sa mort en 1876.
La vie et la carrière de Bergmann déclinent après 1870, Bergmann souffrant d'alcoolisme. À partir de 1864, il un orchestre rival, dirigé par Theodore Thomas, avec qui il doit se battre. La crise bancaire de 1873 renforce les problèmes financiers de la Philharmonie. En 1876 le conseil de la Philharmonie demande sa démission et sa femme – dont le nom s'est perdu dans l'histoire – meure.
Dans son autobiographie, Theodore Thomas décrit Bergmann comme « un musicien de talent et un honnête violoncelliste », mais est allé sur le critiquer comme suit : « Il a donné l'impression qu'il n'a jamais travaillé autant, ou pris soin de le faire. Il manquait de la plupart des qualités d'un chef d'orchestre de premier rang, mais il avait une grande qualité rédemptrice pour les jours où il était au devant de la scène. Il possédait un caractère artistique... »

George Upton a écrit : 

« Avec toute sa capacité et son érudition, cependant, Bergmann n'était pas un travailleur industrieux, ni indépendant de ses fonctions... Enfin, il se livra d'une manière indolente aux plaisir de la vie, ce qui lui aliéna beaucoup de ses associés musicaux. Vers la fin de sa carrière, il était très découragé. Ses amis l'ont abandonné et finalement il est mort dans un hôpital de New York en 1876, presque seul et oublié. »

## Chefs de l'orchestre de la société Philharmonique de New York, 1855 - 1876
- 1855-1856 : Bergmann
- 1856-1858 : Théodore Eisfeld
- 1858-1859 : Bergmann
- 1859-1865 : Bergmann et Eisfeld
- 1865-1876 : Bergmann[12]